# Euploea bigamica
Euploea bigamica är en fjärilsart som beskrevs av Embrik Strand 1914. Euploea bigamica ingår i släktet Euploea och familjen praktfjärilar. Inga underarter finns listade i Catalogue of Life.